# Länsväg 215
De Zweedse weg 215 (Zweeds: Länsväg 215) is een provinciale weg in de provincie Östergötlands län in Zweden en is circa 34 kilometer lang.

## Plaatsen langs de weg
- Finspång
- Falla
- Skärblacka
- Kimstad
- Norsholm

## Knooppunten
- Riksväg 51 bij Finspång (begin)
- E4 en Länsväg 210 bij Norsholm (einde)